# District de Yiling
Le district de Yiling (夷陵区 ; pinyin : Yílíng Qū) est une subdivision administrative de la province du Hubei en Chine. Il est placé sous la juridiction de la ville-préfecture de Yichang.

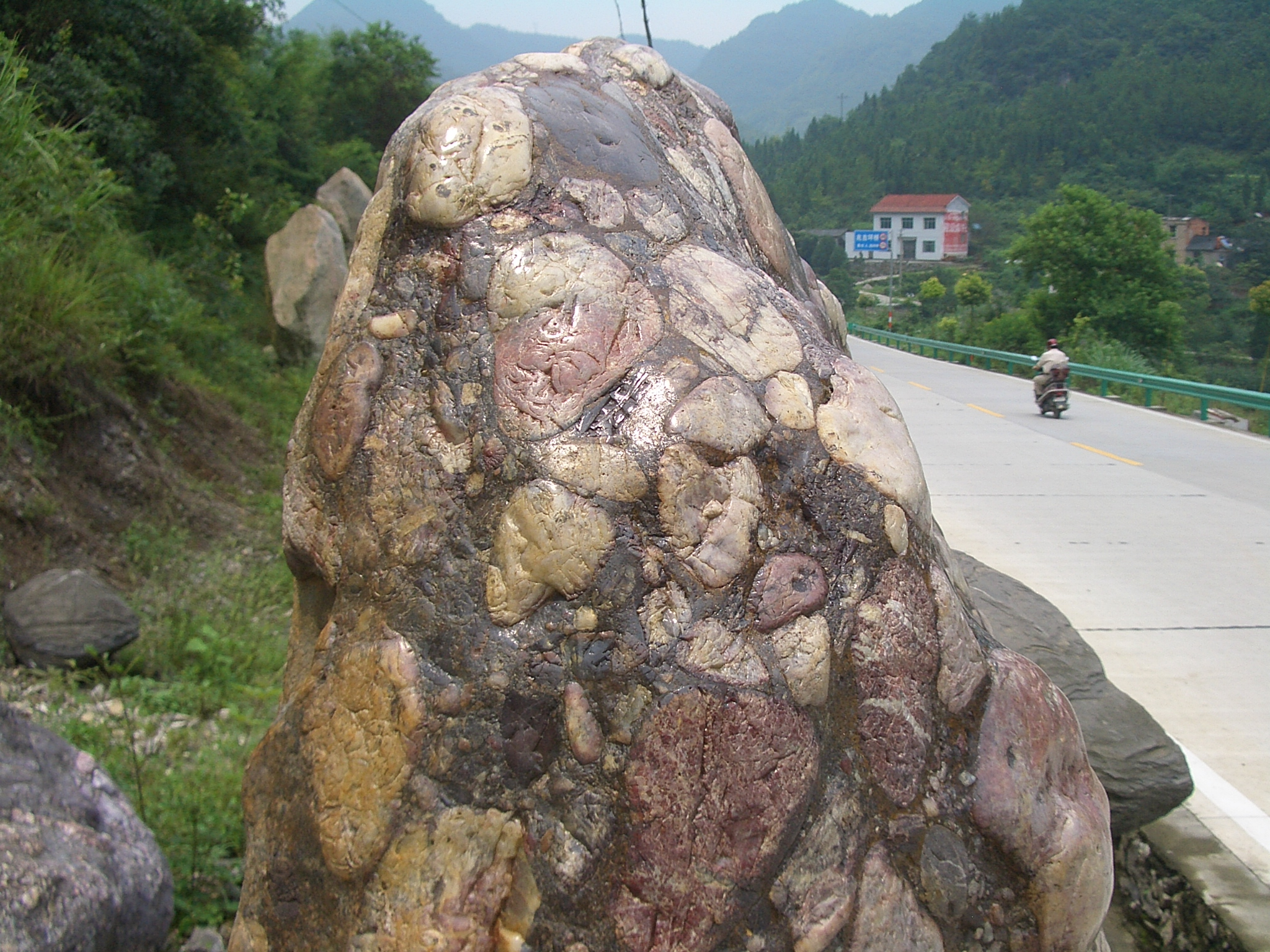
Les carrières de Yiling annoncent leur existence par quelques gros rochers au bord de la Route S334.

## Transport
Le métro de Yichang qui est en fase de planification, devrait desservir ce district[Quand ?].